# Station Pawłówek
Station Pawłówek is een spoorwegstation in de Poolse plaats Pawłówek.